# Parti social-démocrate (Estonie)
Pour les articles homonymes, voir Parti social-démocrate.
Le Parti social-démocrate (en estonien : Sotsiaaldemokraatik Erakond, abrégé en SDE) ou plus simplement Les Sociaux-démocrates (en estonien : sotsiaaldemokraadid) ou Les Soci[alist]es (en estonien : sotsi[alisti]d) est un parti politique estonien d'idéologie social-démocrate dirigé par Lauri Läänemets.
Il appartient au Parti socialiste européen (PSE) depuis 2003 et à l'Internationale socialiste depuis novembre 1990.

## Histoire

### Social-démocratie en Estonie de1917à1940
La social-démocratie est apparue en Estonie au début du XXe siècle. Elle a été influencée par les idées venues d'Europe occidentale ou de Russie. Son influence s'est répandue en 1905. Les sociaux-démocrates ont formé leur parti en 1917. Au départ, son nom était « Association social-démocrate estonienne ». D'inspiration patriotique, ils se battaient pour l'indépendance de l'Estonie et pour la justice sociale. Le nom du mouvement devint « Parti social-démocrate estonien des travailleurs » et ils remportèrent les élections (1/3 des votes et 41 sièges sur 120). Ils rédigèrent la première constitution estonienne et résolurent le problème rural d'une manière démocratique. 
Le nom du parti changea à nouveau : il devint le « Parti socialiste estonien des travailleurs » en 1925, à la suite de la fusion avec le Parti socialiste estonien indépendant des travailleurs. Il occupa le pouvoir de 1924 à 1925, puis de 1928 à 1929. Ils remportèrent les élections de 1926 (24 %) et 1929 (25 %). Constituant l'un des plus grands partis d'Estonie, ils avaient des contacts avec d'autres sociaux-démocrates d'Europe et appartenaient à l'Internationale socialiste. Ils instituèrent une loi d'autonomie culturelle et donnèrent sa chance à la promotion de la vie culturelle et éducative.
Le parti fut dissous en 1935, lorsque prit fin l'ère démocratique en Estonie. Après le début de l'occupation soviétique, les dirigeants s'échappèrent vers le monde libre et continuèrent leur travail en exil, en Suède, à Stockholm.

### Renaissance et années de transition (1989-2004)
Profitant des nouvelles libertés politiques accordées par la Perestroïka, le Parti social-démocrate estonien (Eesti Sotsiaaldemokraatlik Partei, ESDP) issue de différents mouvements social-démocrates se crée en 1990. Ce parti voit le jour par la fusion du Parti du travail démocratique estonien de Vello Saatpalu, du Parti de l'Indépendance social-démocrate estonien de Marju Lauristin, du Parti social-démocrate russe en Estonie de Jossiv Jurovski et de l'Association des étrangers du Parti socialiste estonien (successeur du Parti des travailleurs socialistes estoniens en exil). Marju Lauristin fut le premier chef de l'ESDP.
En novembre de la même année, il rétablit ses relations avec l'Internationale socialiste (IS). L'ESDP change de nom pour devenir « Les Modérés » (Mõõdukad) et obtient 12 sièges lors des élections législatives de 1992. Les Modérés participent au gouvernement de 1992 à 1995.
Il s'allie ensuite avec le Parti populaire estonien (en) pour les législatives de 1999, et participe à la coalition gouvernementale avec l'Union de la patrie (IL) et le Parti de la réforme (ER). Il prend alors le nom de Parti populaire des modérés (Rahvaerakond Mõõdukad).
Le 7 février 2004, le RM se transforme en Parti social-démocrate (SDE).

### Participations au gouvernement et progression (2004-2015)
Le SDE termine à la première place aux premières élections au Parlement européen avec 36 % des voix, et 3 sièges sur 6. Aux élections législatives de 2007, le parti obtient 10 sièges intègre la coalition formée par le Parti de la réforme et l'Union de la patrie et Res Publica. Il dispose de trois ministres dans le second gouvernement d'Andrus Ansip.
En 2009, les sociaux-démocrates quittent la coalition. et subissent dans la foulée un important revers aux élections européennes avec 8 % des voix et un seul député européen. En 2010, l'ancien centriste Sven Mikser remplace Jüri Pihl à la présidence du parti.
Lors des élections législatives de 2011, les sociaux-démocrates bénéficient toutefois des suspicions d'ingérence russes dans le principal parti d'opposition, le Parti du Centre, pour obtenir 17,1% des voix et 19 sièges. Dans un contexte de politique d'austérité, il s'oppose au gouvernement de centre droit, mené à nouveau par Andrus Ansip. Le parti bénéficie d'une hausse de popularité dans les sondages et finit par intégrer trois ans plus tard le gouvernement de Taavi Rõivas, avec le Parti de la Réforme. Les sociaux-démocrates se voient attribuer six ministères.

### Déclin progressif (depuis 2015)
Toutefois, le Parti social-démocrate, mené par Sven Mikser, enregistre un recul important lors des élections législatives de 2015, remportant seulement 15,19% des voix et perdant 4 sièges. Face à une montée des partis de droite, la coalition s’élargit avec l'intégration du parti conservateur Isamaa. Le SDE se maintient au gouvernement jusqu'en 2019. 
Aux élections législatives de 2019, le Parti Social-Démocrate enregistre un nouveau recul en obtenant 9,83% des suffrages, soit le score le plus faible depuis 2003. Après avoir échoué à établir un accord avec le Parti de la Réforme, le SDE redevient un parti d'opposition. L'élection se déroule dans un contexte de forte poussée de l'Extrême droite.
En 2022, le Parti social-démocrate réintègre le gouvernement de la première ministre centriste Kaja Kallas, en s'alliant avec l'ERE et l'Isamaa, dans une coalition allant du centre gauche à la droite conservatrice. Sa participation ne lui permet toutefois pas de remonter dans les sondages. 
Lors des élections législatives de 2023, dirigé par Lauri Läänemets, le SDE obtient 9,27% des voix, et perd un siège au parlement. La coalition qu'il formait jusque là devient minoritaire, entrainant de nouvelles négociations. Le parti prend finalement part au gouvernement Michal.

## Valeurs
Le SDE défend le modèle d'une économie sociale de marché.
Ses valeurs sont le travail, l'égalité, la justice sociale, la solidarité et la défense de l'État-providence.

## Dirigeants
- Marju Lauristin 1990-1995
- Eiki Nestor 1995-1996
- Andres Tarand 1996-2001
- Toomas Hendrik Ilves 2001-2002
- Ivari Padar 2002-2009
- Jüri Pihl 2009-2010
- Sven Mikser 2010-2015
- Jevgeni Ossinovski 2015-2019
- Indrek Saar 2019-2022
- Lauri Läänemets depuis 2022

## Résultats électoraux

### Élections législatives
| Année | Voix   | %    | Sièges   | Rang | Gouvernement                                  |
| ----- | ------ | ---- | -------- | ---- | --------------------------------------------- |
| 1992  | 44 577 | 9,7  | 12 / 101 | 4e   | Laar I (1992-1994) et Tarand (1994-1995)      |
| 1995  | 32 381 | 6,0  | 6 / 101  | 5e   | Opposition                                    |
| 1999  | 73 630 | 15,2 | 17 / 101 | 4e   | Laar II (1999-2002), opposition (2002-2003)   |
| 2003  | 34 837 | 7,0  | 6 / 101  | 6e   | Opposition                                    |
| 2007  | 58 363 | 10,6 | 10 / 101 | 4e   | Ansip II (2007-2009), opposition (2009-2011)  |
| 2011  | 98 307 | 17,1 | 19 / 101 | 4e   | Opposition (2011-2014), Rõivas I (2014-2015)  |
| 2015  | 87 168 | 15,2 | 15 / 101 | 3e   | Rõivas II (2015-2016), Ratas I (2016-2019)    |
| 2019  | 55 168 | 9,8  | 10 / 101 | 5e   | Opposition (2019-2022), Kallas II (2022-2023) |
| 2023  | 56 578 | 9,3  | 9 / 101  | 5e   | Kallas III (2023-2024), Michal (2024-)        |

### Élections européennes
| Année | Voix   | %    | Sièges | Rang | Groupe |
| ----- | ------ | ---- | ------ | ---- | ------ |
| 2004  | 85 433 | 36,8 | 3 / 6  | 1er  | PSE    |
| 2009  | 34 508 | 8,7  | 1 / 6  | 5e   | S&D    |
| 2014  | 44 550 | 13,6 | 1 / 6  | 4e   | S&D    |
| 2019  | 77 375 | 23,3 | 2 / 7  | 2e   | S&D    |
| 2024  | 71 171 | 19,3 | 2 / 7  | 2e   | S&D    |

## Membres du Riigikogu
- Anti Allas
- Raimond Kaljulaid
- Marina Kaljurand
- Madis Kallas
- Helmen Kütt
- Lauri Läänemets
- Jevgeni Ossinovski
- Heljo Pikhof
- Riina Sikkut

## Membres du Parlement européen
- Marina Kaljurand
- Sven Mikser